# Матвеев, Фёдор Никифорович
Фёдор Ники́форович Матве́ев (1893—1973) — советский хозяйственный, государственный и политический деятель.

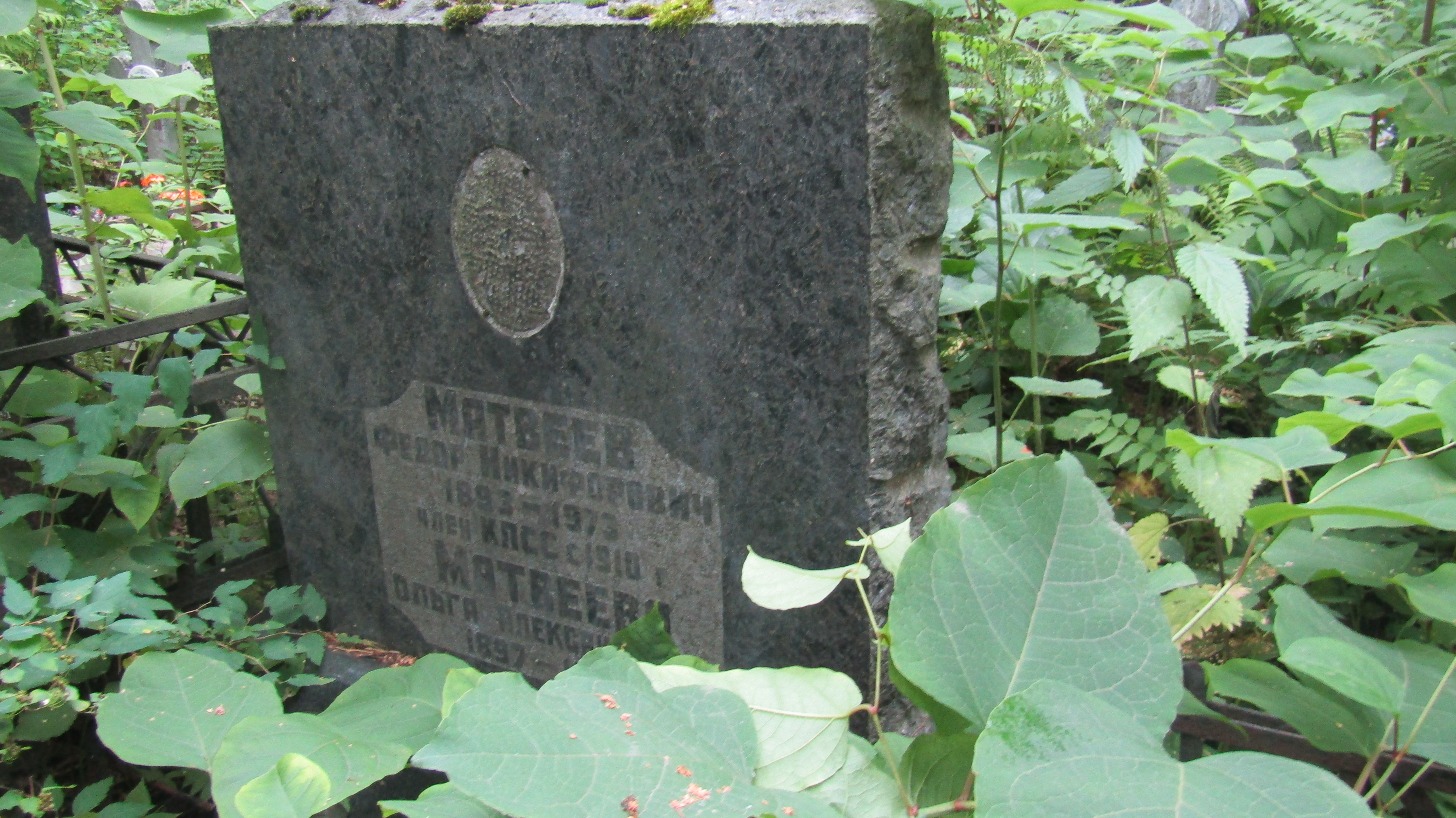
Могила Матвеева Ф. Н. Богословское кладбище, Санкт-Петербург.

## Биография
Родился в 1893 году в Копорской волости. Член КПСС с 1910 года.
С 1910 года — на хозяйственной, общественной и политической работе. В 1910—1971 гг. — рабочий стекольного завода, революционер-подпольщик, распространитель большевистской газеты «Правда», член правления профсоюза металлистов Петербурга, рабочий, председатель завкома Русско-Балтийского механического завода, гласный Центральной городской Думы, представитель Василеостровского района в Петроградском комитете РСДРП(б), делегат III Петроградской общегородской конференции большевиков, участник заседания II Всероссийского съезда Советов, председатель Исполнительного комитета Тульского губернского Совета, директор Ленинградского торгового порта, председатель Исполнительного комитета Кировского районного Совета города Ленинграда, директор Ленинградского холодильника, персональный пенсионер союзного значения.
Делегат XXIV съезда КПСС (1971).
Умер в 1973 году.